# Via Chappa
Via Chappa — российская рэп-группа из Уфы, образованная в 1996 году. Лидером коллектива является вокалист Илья Тавлияров («Патрик»). В группе принимали участие различные музыканты, некоторые из них в дальнейшем начали сольную карьеру — Пицца (2004—2009) и композитор Марат Татурас (1997—1998). За время существования группы было выпущено 9 альбомов, два из которых стали «золотыми», продажи которых составили более 100 тысяч копий. В музыке группы присутствуют элементы хип-хопа, фанка и рэгги.

## История

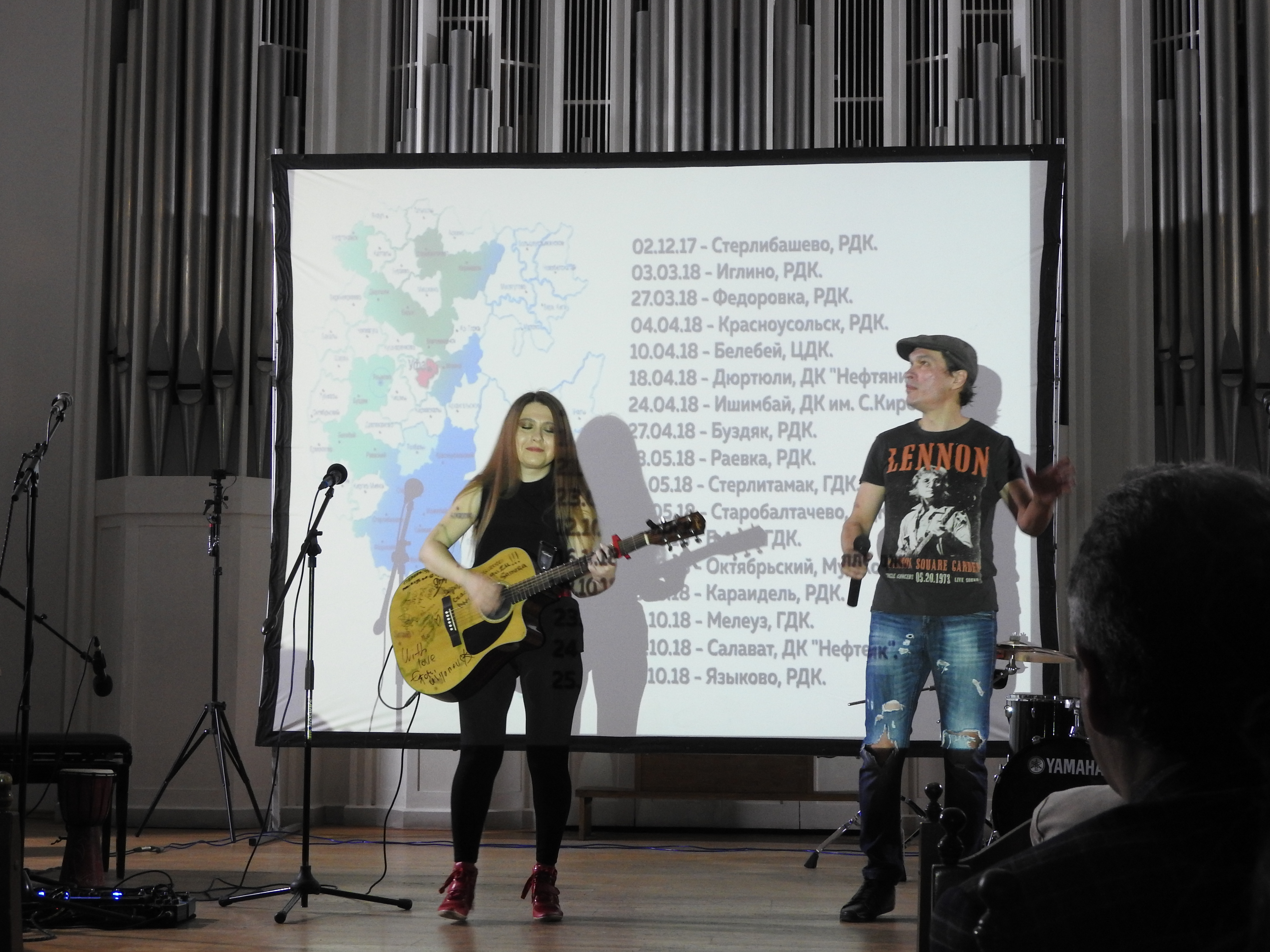
Via Chappa на презентация книги «Любимые художники Башкирии», малый зал Башгосфилормонии, Уфа. 7 декабря 2018

Группа была образована в Уфе в 1996 году Патриком и Джэ, к которым позже присоединились Шуралей и Иззи.
В 1997 году был записан и вышел первый альбом группы — «Доброе утро, господин Белый человек», выпущенный на кассетах. В декабре 1998 года музыканты записали свою вторую студийную работу — «Буря и Натиск». В этом же году музыканты приняли участие в фестивале Rap Music и запустили свой первый видеоклип на трек «Главный удар».
В 2000 году Via Chappa записала альбом «В тихом городе снов», который отличался от остальной рэп-продукции того времени. Альбом был издан на аудиокассетах и компакт-дисках. По словам Double V, участника рэп-андеграундной группы «Ленина Пакет», «у них были нетривиальные и качёвые минуса», назвав музыку группы «самобытной».
В 2001 году группа записала альбом «По волнам», который изначально задумывался как сингл на одноимённую композицию, записанную уфимскими музыкантами с погибшим «золотым голосом» отечественной хип-хоп-культуры Михеем. Сама песня «По волнам» стала хитом на радиостанциях.
В 2003 году музыканты группы снялись в эпизодических ролях фильма «День хомячка» (режиссёр Виталий Мухаметзянов, Русское Счастье Энтертеймент и киностудия «Башкортостан», РФ).
В 2005 году Патрик инициировал и спродюсировал выход альбома «Взлетая вверх», в который вошли треки Асмана и Пиццы — новых участников Via Chappa. В этом же году треки Via Chappa попадают в радиоэфиры страны — «Единички» и «По волнам» (саундтрек к фильму «Питер FM» и сериалу «Светофор») крутятся на радиостанциях «Радио Рекорд» и Maximum.
В 2007 году музыканты выпустили сборник лучших композиций группы The Best, на который вошли 12 композиций с 5 альбомов группы и 4 видеоклипа.
В 2009 году группу покинул Пицца, а музыканты выпускают новый альбом-сборник, в который вошли все радиосинглы и хиты группы — «Вдыхаю», «Единички», «Корабли», «Все будет О-О» (саундтрек к фильму «ССД») и др.
В 2010 году Via Chappa собственными силами издала малотиражный альбом «День Святого Патрика», в который включены раритетные и неизданные с 2001-го и до того времени 13 треков, написанные лидером группы Патриком.
В 2011 году музыканты коллектива выпустили альбом-сборник «Чтобы быть собой», который стал финальной работой второго состава (Патрик, Пицца, Асман, Грин Стар).
В 2012 году группа Via Chappa выступила расширенным живым составом на фестивале «Нашествие» и на концерте «Десятилетие памяти Михея», но дальнейших перспектив развития в этом направлении группа так и не увидела, вернувшись в 2013 году к составу из 3-х человек (Патрик, DJ Razta Joy, Булат Аминов).
Композиция «Пули», исполненная на концерте памяти Михея, вызвала «бурную реакцию слушателей, что стало стимулом к тому, чтобы приступить к записи нового материала и объявить краудфандинг», который был успешно завершен в 2013 года. Via Chappa презентовала новый сингл «Пули», однако, был холодно принят сообществом.
В период с 2014 по 2018 год группа продолжала экспериментировать и искать звучание и форму. В 2016 году из группы в сольное творчество ушёл Булат Аминов (Дамаск), а в 2018 году была приглашена Вероника Муртазина.
В начале 2018 года Via Chappa обрела третье дыхание. Появились идеи для записи нового альбома, появились приглашения на концерты и гастроли. Так в 2018 году группа дала более 80 выступлений более чем в 40 населенных пунктах России. Вместе с этим, в городах-миллионниках группа почти не появлялась, за исключением Казани, Самары и Уфы. Также в марте 2019 года Via Chappa выступила с клубным концертом в Москве на The StandarD Party.
Летом 2018 года музыканты группы приступили к созданию нового альбома, так 12 июня был объявлен стартовый состав участников записи. В марте 2019 запись была завершена — сведена, отмастерингована и передана в производство. 8 июля 2019 года релиз был представлен прессе на физических носителях.
В 2022 году музыкантами был записан десятый по счёту альбом Х, выход которого ожидается в 2024 году.

## Состав
- 1996 — Патрик, Джэ, Шуралей, Иззи
- 2000 — Патрик, R@MAiL, Шуралей, Иззи
- 2004 — Патрик, Пицца, Асман
- 2009 — Патрик, Асман, Будда, DJ Razta Joy
- 2012 — Патрик, DJ Razta Joy, Булат Аминов
- 2016 — Патрик, DJ Razta Joy
- 2018 — Патрик (Илья Тавлияров, вокал), DJ Razta Joy (Ринат Фаттахов, диджей), Вероника (Вероника Муртазина, вокал)

## Дискография
Студийные альбомы
- 1997 — Доброе утро, господин Белый Человек
- 2000 — В тихом городе снов
- 2001 — Буря и натиск
- 2002 — По волнам
- 2005 — Взлетая вверх
- 2009 — Чтобы быть собой
- 2010 — День святого Патрика
- 2012 — Если останусь жив
- 2019 — Yeah, boy!
- 2024 — Х (TBA)

Компиляции
- 2007 — The Best

## Видеография
- 1998 — «Главный удар»
- 1999 — «Ты нас не слушай (Срём в уши)»
- 2000 — «В тихом городе снов»
- 2001 — «По волнам»
- 2004 — «По волнам — Памяти Михея»
- 2005 — «Единички»
- 2008 — «Вдыхаю»
- 2009 — «Всё будет О-О!»
- 2009 — «Обязательно вернись»
- 2010 — «Рэп-музыкант удачливый»
- 2010 — «Мы не рядом»
- 2011 — «Ночи в больших городах»